# Ochthebius pakistanicus
Ochthebius pakistanicus är en skalbaggsart som beskrevs av Juan A. Delgado och Manfred A. Jäch 2009. Ochthebius pakistanicus ingår i släktet Ochthebius och familjen vattenbrynsbaggar. Inga underarter finns listade i Catalogue of Life.